# Esther Kim
Esther Kim (* 2. September 1977 in Südkorea) ist eine südkoreanisch-deutsche Pianistin.

## Leben
Esther Kim lebte bis zu ihrem achten Lebensjahr in Seoul. Die ersten Klavierstunden erhielt sie als Sechsjährige von ihrer Tante. 1985 wurde ihr Vater, ein evangelischer Pastor, für die Südkoreaner nach Deutschland eingeladen und die Familie immigrierte nach Oberhausen. Esther Kim musste die deutsche Sprache lernen und erhielt daneben regelmäßig Klavier-, Cello- und Geigenunterricht.
Ihre Schulzeit und ihr Studium am Piano schloss Esther Kim in Nordrhein-Westfalen ab. Sie befasste sich ausschließlich mit klassischer Musik, bis sie zum Ende ihres Studiums mit ihrem Bruder nach Düsseldorf umzog. Dort nahm sie verschiedene Jobs an, die ihr halfen das Studium zu finanzieren und sie mit U-Musik in Berührung brachten. Sie ging als Model über den Laufsteg und begleitete Tobias Regner, Silbermond, Kate Hall, Bintia, Lionel Richie, Ja Rule, Marius Müller-Westernhagen und Zucchero am Klavier auf der Bühne. Hierbei entdeckte sie Jochen Hülder, Manager der Band Die Toten Hosen, und engagierte sie für seinen Club in Düsseldorf.   
2005 war Esther Kim maßgeblich am Konzertalbum Nur zu Besuch, aufgenommen im Wiener Burgtheater, beteiligt. Esther Kim begleitete Die Toten Hosen am Piano und mit dem Akkordeon. Das Konzert kam als CD und als DVD auf den Markt und wurde mehrfach ausgezeichnet. Auch nach 2008 begleitete sie Die Toten Hosen auf ihren Touren Hals und Beinbruch und Machmalauter u. a. bei Rock am Ring und Rock im Park, 2015 im Letzigrund und 2017 bei der Laune der Natour.
Kim lebt in Düsseldorf.